# Святой Николай (линейный корабль, 1748)
«Святой Николай» (с 1754 года «Святой Николай второй») — парусный линейный корабль, а затем госпитальное судно Балтийского флота Российской империи, один из кораблей типа «Пётр Второй», участник Семилетней войны.

## Описание судна
Один из девятнадцати парусных 54-пушечных линейных кораблей типа «Пётр II», строившихся с 1724 по 1768 год на верфях Архангельска и Санкт-Петербурга. Всего в рамках серии было построено девятнадцать линейных кораблей.
Длина корабля по сведениям из различных источников составляла 43,57—43,6 метра, ширина от 11,6 до 11,7 метра, а осадка от 5,1 до 5,5 метра. Вооружение судна составляли 54 орудия, включавшие восемнадцати-, восьми- и четырёхфунтовые пушки, а экипаж состоял из 440 человек.
После спуска на воду в 1754 году одноимённого 80-пушечного корабля в списках судов флота числился под именем «Святой Николай второй».

## История службы
Линейный корабль «Святой Николай» был заложен на Соломбальской верфи 16 (27) июня 1747 года и после спуска на воду 8 (19) мая 1748 года вошёл в состав Балтийского флота России. Строительство корабля вёл корабельный мастер И. В. Ямес.
С июня по октябрь 1748 года совершил переход из Архангельска в Ревель, а затем в Кронштадт. В июне и июле 1749 года находился в составе эскадры, перевозившей имущество русского экспедиционного корпуса из Данцига в Ревель. С 1750 по 1753 год принимал участие в практических и крейсерских плаваниях эскадр кораблей Балтийского флота в Финском заливе и Балтийском море. 30 июля (10 августа) 1752 года также участвовал в торжественном открытии канала Петра Великого в Кронштадте.
Принимал участие в Семилетней войне. Весной 1757 года был переоборудован в госпитальное судно, помимо всего прочего на корабль были погружены 2 коровы и 20 баранов для обеспечения больных и раненых молоком и мясом. С 31 мая (11 июня) по 16 (27) июня совершил переход из Кронштадта к Мемелю в составе эскадры адмирала З. Д. Мишукова, которая пришла для блокады берегов Пруссии, и, взяв на борт 216 больных с кораблей флота, ушёл в Ревель. 6 (17) августа вернулся в состав эскадры, находившейся на Данцигском рейде, и вместе с ней ушёл в крейсерское плавание к шведским берегам. 12 (23) августа эскадра попала в шторм, во время которого «Святой Николай второй» повредил грот-мачту, в связи с чем вынужден был отделиться от эскадры и 16 (27) августа пришёл в Ревель, а затем 17 (28) августа — в Кронштадт.
В кампанию 1758 года со 2 (13) по 9 (20) июля в составе эскадры перешел к проливу Зунд, где присоединился к участию в операции соединённого русско-шведского флота по блокаде пролива, осуществлявшейся с целью закрыть вход английскому флоту в Балтийское море. 10 (21) июля взял на борт больных с кораблей эскадры и ушёл в Ревель, а затем в Кронштадт.
В кампанию 1759 года с июля по сентябрь находился в составе объединённой русско-шведской эскадры под общим командованием вице-адмирала А. И. Полянского, которая обеспечивала блокаду прусских портов и конвоирование транспортных судов, на которых осуществлялась доставка русских войск из Кронштадта в Данциг. В кампанию следующего 1760 года с июля по сентябрь выходил к Кольбергу в составе эскадры. 
В кампании 1761 года «Святой Николай второй» участия не принимал в силу ветхости и в течение всей кампании находился в Кронштадте, где по окончании службы в 1763 году и был разобран.

## Командиры корабля
Командирами линейного корабля «Святой Николай» в разное время служили:
- капитан 2-го ранга Н. Молчанов (1748 год)[12];
- лейтенант майорского ранга, затем капитан 3-го ранга П. А. Чаплин (1749—1751 годы)[13];
- капитан-лейтенант М. Жидовинов (1752 год)[14];
- лейтенант П. Давыдов (1753 год)[15];
- капитан 3-го ранга И. Гулидов (1757 год)[16];
- капитан 3-го ранга Н. Пушкин (1758 год)[17];
- капитан 1-го ранга Г. А. Спиридов (1758—1759 годы)[18];
- капитан-лейтенант, а затем капитан 3-го ранга Е. Родичев (1759—1760 годы)[19];
- капитан 3-го ранга А. Ф. Баранов (1760 год)[20];
- капитан 2-го ранга А. Е. Шельтинг (1761 год)[21].

### Комментарии
1. ↑  Также в серию входили линейные корабли «Пётр Второй» (головной корабль проекта), «Выборг», «Новая Надежда», «Северная Звезда», «Азов», «Астрахань», «Святой Андрей», «Кронштадт», «Святой Пантелеймон», «Святой Исаакий», «Шлиссельбург», «Азия», два корабля «Нептунус» 1736 и 1758 годов постройки, два корабля «Город Архангельск» 1735 и 1761 годов постройки и два корабля «Варахаил» 1749 и 1752 годов постройки.
2. ↑  143 фута.
3. ↑  38 футов.
4. ↑  16 футов 7 дюймов.
5. ↑  В объединённую эскадру входили ревельская эскадра вице-адмирала А. И. Полянского и шведская эскадра под флагом вице-адмирала Лагер-Бьелке.